# سکالتا تزانکلئا
سکالتا تزانکلئا (به ایتالیایی: Scaletta Zanclea) یک کومونه در ایتالیا است که در استان مسینا واقع شده‌است. سکالتا تزانکلئا ۵٫۰ کیلومتر مربع مساحت و ۲٬۵۱۱ نفر جمعیت دارد و ۸ متر بالاتر از سطح دریا واقع شده‌است.